# Jisoo
Kim Ji-soo (koreanisch 김지수; * 3. Januar 1995 in Seoul, Südkorea), bekannt als Jisoo, ist eine südkoreanische Sängerin, Moderatorin, Schauspielerin, Tänzerin, Songwriterin und Model. Sie ist Mitglied der südkoreanischen Girlgroup Blackpink, die 2016 von YG Entertainment (YGE) gegründet wurde. Als Mitglied von Blackpink erhielt sie am 22. November 2023 die Auszeichnung „Ehrenmitglied des Order of the British Empire“ (englisch Honorary Member of the Order of the British Empire, kurz Honorary MBE) in Anerkennung ihres Engagements im Kampf gegen den Klimawandel.

## Biografie

### Leben
Jisoo studierte die Sieben Freien Künste an der School of Performing Arts Seoul (SOPA). Durch den Einfluss ihres Vaters wurde Jisoos Interesse am Schauspiel geweckt. In der Theater- und Filmabteilung der Schule war sie Teil einer Schauspielgruppe. Des Weiteren hat sie eine ältere Schwester, welche beruflich Flugbegleiterin ist, und einen älteren Bruder.
In ihrer Familie mögen es alle zu singen. Ihre Familie lobte sie stets bei Familientreffen, wenn sie vor ihnen sang und tanzte. Dies gab ihr das Verlangen, vor einem größeren Publikum aufzutreten, und brachte sie dazu, an einem Vorsingen von YG Entertainment teilzunehmen. Sie sang I Have a Lover von Lee Eun Mi und bestand das Vorsingen.
Wäre ihr die Karriere in der Musikindustrie misslungen, hätte sie den Beruf Romanautorin angestrebt. Sie ist seit dem Kindesalter von Büchern begeistert. Insbesondere gefallen ihr die Romane von Haruki Murakami. Sie hat stets ein Buch bei sich und schreibt täglich. Das Lesen ist für sie die hilfreichste Methode, um Stress abzubauen.

### Karriere
Im August 2011 wurde Jisoo mit 16 Jahren Trainee bei YGE. Auf einem Konzert der YG Family versuchte später ein Manager, der für die rivalisierende Firma S.M. Entertainment arbeitete, sie abzuwerben. Sie lehnte das Angebot jedoch ab und blieb bei YGE.
2014 trat sie im Musikvideo zu den Liedern Spoiler und Happen Ending von Epik High auf. Des Weiteren trat sie im Musikvideo von Hi Suhyun feat. Bobby zum Lied I'm Different auf. 2015 spielte sie in der KBS Fernsehserie The Producers, neben ihren Firmenkollegen Sandara Park von 2NE1 und Seungyoon von der Band Winner.
Seit 2012 begann YG Entertainment die Vorbereitungen für das Debüt einer neuen Girlgroup. Die endgültigen Mitglieder wurden am 29. Juni 2016 offiziell angekündigt. Neben Jisoo waren dies Jennie, Lisa und Rosé.
Eine Zeit lang war geplant, dass Jisoo als Schauspielerin debütieren würde, aber YGE konnte nicht genügend fähige Trainees für die geplante neue Girlgroup namens Blackpink ausbilden, sodass Jisoo diese Stelle erhielt. Die Gruppe debütierte am 8. August 2016 mit der Single Square One.
Vom 5. Februar 2017 bis zum 4. Februar 2018 moderierte Jisoo zusammen mit Got7s Jinyoung und NCTs Doyoung die SBS-Musikshow Inkigayo.
Am 5. März 2023 gab YGE auf YouTube bekannt, dass sie am 31. März mit ihrem Solo-Album Me ihre Solo-Karriere starten wird.

## Diskografie

### Solo

#### Alben
- 2023: Me
- 2025: Amortage

#### Singles
- 2023: Flower (#11 der deutschen Single-Trend-Charts am 7. April 2023[21])
- 2023: All Eyes On Me
- 2025: Earthquake
- 2025: Your love
- 2025: Hugs and kisses
- 2025: Tears

## Auszeichnungen für Musikverkäufe
| Goldene Schallplatte - Brasilien - 2024: für die Single All Eyes On Me - Kanada - 2024: für die Single Flower | Platin-Schallplatte - Brasilien - 2024: für die Single Flower |

Anmerkung: Auszeichnungen in Ländern aus den Charttabellen bzw. Chartboxen sind in ebendiesen zu finden.
| Land/RegionAuszeichnungen für Musikverkäufe (Land/Region, Auszeichnungen, Verkäufe, Quellen) | Gold     | Platin     | Diamant  | Verkäufe  | Quellen             |
| -------------------------------------------------------------------------------------------- | -------- | ---------- | -------- | --------- | ------------------- |
| Brasilien (PMB)                                                                              | Gold1    | Platin1    | —        | 60.000    | pro-musicabr.org.br |
| Kanada (MC)                                                                                  | Gold1    | —          | —        | 40.000    | musiccanada.com     |
| Südkorea (KMCA)                                                                              | —        | Platin1    | Diamant1 | 1.250.000 | circlechart.kr      |
| Insgesamt                                                                                    | 2× Gold2 | 2× Platin2 | Diamant1 |           |                     |

## Filmografie

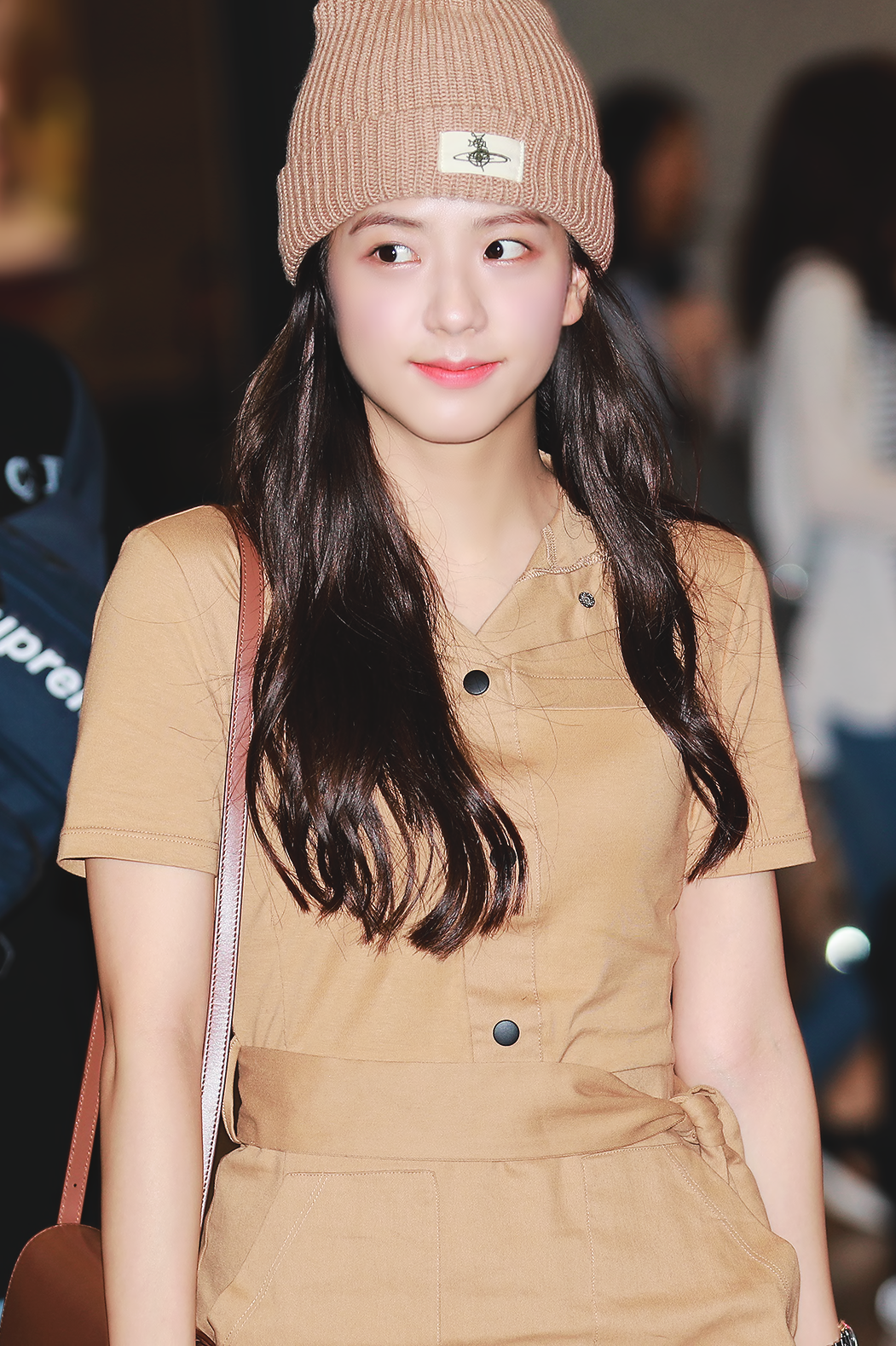
Kim Ji-soo (2019)

### Soloauftritte

#### In Musikvideos
- 2014: Epik High – Spoiler (스포일러) + Happen Ending (헤픈엔딩)[12]
- 2014: Hi Suhyun feat. Bobby – I’m Different (나는 달라)[1]

#### Für Werbungen
- 2015: Samsonite RED mit Lee Min Ho[1]
- 2015: Nikon 1 J5[1]
- 2015: Angel Stone[22][23]
- 2015–2016: SMART School Uniform mit iKon[1]
- 2016: LG Stylus 2, X Screen, X Cam mit iKon[1]

#### Im Fernsehen
| Jahr      | Titel               | Sender       | Rolle                              | Ep.     | Ref.                |
| --------- | ------------------- | ------------ | ---------------------------------- | ------- | ------------------- |
| 2015      | The Producers       | KBS          | Besetzung (Cameo)                  | 4,5,12  | [ 24 ]              |
| 2017      | Get it Beauty 2017  | On Style     | Sie selbst                         | 42–43   | [ 25 ] [ 26 ]       |
| 2017      | Radio Star          | MBC          | Sie selbst (mit Rosé)              | 509     | [ 27 ]              |
| 2017      | King of Mask Singer | MBC          | Gastjurorin                        | 12      | [ 28 ]              |
| 2017      | Fantastic Duo 2     | SBS          | Diskussionsteilnehmerin (mit Lisa) | 15–16   | [ 29 ]              |
| 2017      | Wednesday Food Talk | tvN          | Sie selbst                         | 132     | [ 30 ]              |
| 2017–2018 | Inkigayo            | SBS          | Moderatorin                        | 898–944 | [ 16 ] [ 15 ] [ 2 ] |
| 2018      | Unexpected Q        | MBC          | Sie selbst                         | 11      | [ 31 ]              |
| 2018      | Running Man         | SBS          | Sie selbst (mit Jennie)            | 409     | [ 32 ]              |
| 2018      | Amazing Saturday    | tvN          | Sie selbst (mit Rosé)              | 21      | [ 33 ]              |
| 2021–2022 | Snowdrop            | JTBC         | Eun Young-ro                       | 16      | [ 34 ]              |
| 2025      | Newtopia            | Coupang Play | Kang Young-joo                     | 8       |                     |